# Rynchites
Rynchites är ett släkte av skalbaggar. Rynchites ingår i familjen vivlar.

## Dottertaxa tillRynchites, i alfabetisk ordning[1]
- Rynchites aequatus
- Rynchites angustatus
- Rynchites austriacus
- Rynchites azureus
- Rynchites bachus
- Rynchites betulae
- Rynchites betuleti
- Rynchites bicolor
- Rynchites caeruleocephalus
- Rynchites coeruleocephalus
- Rynchites collaris
- Rynchites cupreus
- Rynchites germanicus
- Rynchites hirtus
- Rynchites hungaricus
- Rynchites malvae
- Rynchites minutus
- Rynchites nigripennis
- Rynchites politus
- Rynchites populi
- Rynchites pubescens
- Rynchites punctatus
- Rynchites rubricollis
- Rynchites rugosus
- Rynchites sericeus
- Rynchites ursus
- Rynchites virescens